# 伞房厚喙菊
伞房厚喙菊（学名：Dubyaea cymiformis）为菊科厚喙菊属的植物，是中国的特有植物。分布于中国大陆的西藏等地，生长于海拔3,200米的地区，目前尚未由人工引种栽培。